# Gelón
Gelón (řec. Γέλων, lat. Gelo, † 478 př. n. l.) byl tyran v Gele a Syrákúsách na Sicílii.
Gelón sloužil jako vojevůdce u tyrana Hippokrata z Gely, který ve spojenectví s Akragantem rozšiřoval vládu na Sicílii a dobyl města včetně Zanklé a Katánie. Po jeho smrti se na úkor jeho synů vlády chopil Gelón.
Gelónovi se na rozdíl od svého předchůdce v roce 485 př. n. l. podařilo dobýt Syrákúsy, kam přesídlil a vládou v Gele pověřil svého bratra Hieróna. Dobyl také sousední Megaru Hyblaiu a posílil postavení Řeků na ostrově na úkor původních Sikanů a Sikelů. Výbojnému spojenectví s Thérónem z Akragantu se postavili tyran z Hímery a vládce Rhégionu, kteří na pomoc povolali Kartágince. V tzv. první řecko-kartaginské válce zvítězil Gelón s Thérónem v bitvě u Hímery roku 480 př. n. l. Po Gelónově smrti převzal vládu jeho bratr Hierón.
Syrákúský Hierón II. v 3. století př. n. l. po něm pojmenoval svého syna, kterému Archimédés věnoval svůj spis Psammítés o počtu zrnek písku, které by zaplnily vesmír.